# Podaljšanje časa
Podaljšanje časa (tudi dilatacija časa) je pojav, kjer se lastni čas opazovalca v opazovalnem sistemu razlikuje od tistega v različnem opazovalnem sistemu. V Einsteinovih teorijah relativnosti se pojav kaže na dva načina:
- v splošni teoriji relativnosti ure z manjšim potencialom v gravitacijskem polju tečejo počasneje. To je gravitacijsko podaljšanje časa (glej tudi gravitacijski rdeči premik).
- v posebni teoriji relativnosti ure, ki se gibljejo s hitrostjo v glede na inercialni opazovalni sistem, tečejo počasneje. Ta pojav opiše Lorentzeva transformacija.